# François-Guillaume d'Halancourt
François-Guillaume d'Halancourt (né le 10 février 1768 à Saint-Arnoult et mort le 5 juin 1808 à Orléans) est un adjudant général dans les armées républicaines durant la Chouannerie en Mayenne.

## Biographie
Né à Saint-Arnoult le 10 février 1768, François-Guillaume d'Halancourt fut envoyé en qualité d'adjudant-général dans la Mayenne, et finit par y contracter une alliance honorable avec Thérèse-Perrine-Françoise Guérin de la Roussardière, héritière de la terre de la Gendronnière en Saint-Sulpice.
Il ne se distingua ni par ses succès militaires, ni par la noblesse de ses sentiments. Ce ne sont pas seulement les royalistes, comme Tercier et Gaullier, qui se plaignent des brigandages commis par ses soldats et encouragés par lui ; les documents officiels l'accusent aussi expressément. Dans le Loir-et-Cher et dans la Sarthe, en 1798, il ne tient pas une conduite différente. Il fut obligé de quitter cette subdivision où, disent les administrateurs, son autorité était avilie par suite de ses excès.
Il revint dans la Mayenne et se fit battre au bourg de Bouère par les chouans de Tercier le 10 fructidor an VII (26 août 1799). « L'adjudant général, sorti de Château-Gontier, lit-on dans "le Démocrate" du 16 fructidor, a été rencontré par une bande de brigands. La colonne républicaine s'est battue avec courage, mais elle a été forcée de céder en nombre. L'adjudant général s'est replié sur Ballée, où il est rentré avec 30 hommes. On ignore encore ce que le reste de la colonne est devenu. »
La conduite des Bleus conduits par ce général n'ayant pas été meilleure à Ballée qu'ailleurs, Tercier se donna le plaisir d'écrire au ministre de la guerre, au nom du maire de Ballée, que d'Halancourt, après avoir fui devant des forces trois fois moindres que les siennes, s'était encore déshonoré par ses procédés indignes vis-à-vis des patriotes de Ballée. Tercier ajoute que cette lettre fut suivie d'une réponse adressée au maire, et de l'envoi de d'Halancourt devant un conseil de guerre à Nantes. Les rapports officiels disent que le ministre Bernadotte ordonna au général Vimeux de le traduire en conseil de guerre le 8 septembre pour être resté bloqué à Ballée pendant 6 jours, version qui ne contredit pas les autres  versions des faits.
Mis à la réforme en l'an X, d'Halancourt rentra au service en 1806 et mourut à Orléans en 1808.

## Sources et bibliographie
- « François-Guillaume d'Halancourt », dans Alphonse-Victor Angot et Ferdinand Gaugain, Dictionnaire historique, topographique et biographique de la Mayenne, Laval, A. Goupil, 1900-1910 [détail des éditions] (BNF 34106789, présentation en ligne)
- Archives de la Sarthe.